# О’Мира, Эдвард Барри
Э́двард Ба́рри О’Ми́ра (англ. Barry Edward O'Meara; 1786—1836) — ирландский врач-хирург, один из основателей лондонского клуба Reform Club. Сопровождал Наполеона I на остров Святой Елены, где в течение трёх лет был его лечащим врачом.

## Биография
Родился в 1786 году в городе Маллоу графства Корк.
Был врачом Наполеона, наблюдал за его здоровьем на корабле «Беллерофон» и во время ссылки на острове Святой Елены. Осенью 1817 года удалил ему один из зубов мудрости.
В 1818 году вернулся в Лондон. После смерти Наполеона в 1821 году, в 1822 году О’Мира опубликовал воспоминания «Голос с острова Святой Елены» (англ. «Napoleon in Exile, or A Voice From St. Helena»).
Внучка О’Мира — Кэтлин была католическим писателем, жила и умерла в Париже.
Роль Эдварда О’Мира в фильме «Орёл в клетке» сыграл английский актёр Майкл Уильямс.
Умер в 1836 году в Лондоне. Был похоронен в Ирландии.

## Образ в кино
- «Наполеон на острове Святой Елены[нем.]» (немой, Германия, 1929) — актёр Эрвин Кальсер[нем.]
- «Святая Елена, маленький остров[итал.]» (Италия, 1943) — актёр Паоло Стоппа